# Vojkova plošča
Vojkova plošča (lokalno Vojkova plata) je spominska plošča v Strugu, koritu reke Idrijce, pod naseljem Idrijski Log v zahodni Sloveniji. Plošča označuje kraj, kjer je bil 15. februarja 1943 smrtno ranjen partizanski borec Janko Premrl (partizansko ime Vojko, 1920–1943). Umrl je čez teden dni, 22. februarja 1943, na Brinovem griču nad Idrijskim Logom.
Bronasta plošča je bila odkrita 16. maja 1955 in ima status registrirane kulturne dediščine. Sestavljena je iz treh prekrivajočih se panojev. Besedilo plošče na osrednjem panoju se glasi »Tu je bil 15. februarja 1943 smrtno ranjen ljudski heroj Janko 'Vojko' Premrl«, na levem panoju peterokraka koničasta zvezda, na desnem pa doprsni relief Premrla. Plošča se omenja kot geološka referenčna točka in pohodniška markacija. Po plošči se imenuje tudi Jama nad Vojkovo ploščo, katere vhod se nahaja nad njo.